# Kanton Le Moyen Grésivaudan
Le Moyen Grésivaudan is een kanton van het Franse departement Isère. Het kanton maakt deel uit van het arrondissement Grenoble. Het heeft een oppervlakte van 226,57 km² en telt 44.585 inwoners in 2018, dat is een dichtheid van 197 inwoners/km².
Het kanton Le Moyen Grésivaudan werd opgericht bij decreet van 18 februari 2014, met uitwerking op 22 maart 2015 en telde 17 gemeenten.   

Op 1 januari 2019 werden de gemeenten Saint-Bernard, Saint-Hilaire en Saint-Pancrasse samengevoegd tot de fusiegemeente (commune nouvelle) Plateau-des-Petites-Roches.

Sindsdien omvat het kanton de volgende 15 gemeenten:
- Bernin
- La Combe-de-Lancey
- Crolles
- Laval
- Lumbin
- Plateau-des-Petites-Roches
- Revel
- Saint-Ismier
- Saint-Jean-le-Vieux
- Saint-Mury-Monteymond
- Saint-Nazaire-les-Eymes
- Sainte-Agnès
- La Terrasse
- Le Versoud
- Villard-Bonnot